# Matfried van Metz
Matfried I van Metz  (Matfried I van de Metzgouw, ca. 885 - ca. 930) werd in 926 graaf van de Metzgouw. Hij was een zoon van Adalhard II, rijksgraaf van Metz (835-890) en Adelheid, dochter van graaf Matfried II van de Eifelgouw. Hij had twee broers, Gerard I van Metz en bisschop Richer van Luik.
Matfried trouwde met Lantsinde, de dochter van graaf Radald en zijn vrouw Rotrud, zuster van bisschop Dado van Verdun. Hun zoon Adalbert I volgde hem op na zijn dood.

## Naamgever
Matfrieds overgrootvader van moederszijde was Matfried van Orléans (795 - Italië, 836), rond 818 de Frankische graaf van Orléans tijdens het bewind van keizer Lodewijk de Vrome. Hij wordt meestal beschouwd als de eerste van de stamlijn die bij historici bekend staat als de Matfriedingen, en wordt ook wel aangeduid als 'Matfried I'.

## Strijd om Lotharingen
In 895 stelde koning Arnulf van Karinthië, koning van Oost-Francië, zijn onechte zoon Zwentibold aan als koning van Lotharingen. Zwentibolds heerschappij werd door de Lotharingse graven betwist. Zwentibolds ergste vijanden waren de machtige graaf Reinier I van Henegouwen en de broers Gerard en Matfried van de Metzgouw.
Zwentibold werd op 13 augustus 900 door Gerard en Matfried gedood 'niet ver van de Maas', in de omgeving van Susteren. Direct na Zwentibolds dood hertrouwde zijn weduwe, Oda van Saksen, met Matfrieds oudere broer Gerard. Het lukte Gerard en Matfried niet om hun gezag over Lotharingen te vestigen. Lodewijk IV degradeerde het koninkrijk tot het hertogdom Lotharingen en stelde Gebhard van Franconië in 903 aan als eerste hertog.

In 910 stierven Gebhard van Franconië en Matfrieds broer Gerard, en in 911 stierf Lodewijk IV. Na de dood van Lodewijk het Kind verwierp de adel van Lotharingen de soevereiniteit van Koenraad I en kozen Karel de Eenvoudige van West-Francië als hun koning. Aanvankelijk werd de militaire autoriteit in Lotharingen toegewezen aan graaf Reinier I van Henegouwen, maar na diens dood in 915 werd Wigerik paltsgraaf van Lotharingen. Tussen 911 en 926 was er geen hertog van Lotharingen maar een paltsgraaf. De titel van graaf van Metz bleef ook vacant.
In 926 werd Everhard III van Franken, door koning Hendrik de Vogelaar aangesteld als nieuwe hertog en Matfried kreeg de titel van graaf van Metz terug. In 929 kreeg Giselbert II, de zoon van zijn bondgenoot Reinier I van Henegouwen, het hertogdom Lotharingen, als bruidsschat, na het huwelijk met de dochter van Hendrik de Vogelaar, Gerberga van Saksen. Na zijn dood was ging de titel over naar zijn zoon Adalbert I.